# Diocesi di Petrolina
La diocesi di Petrolina (in latino Dioecesis Petrolinensis) è una sede della Chiesa cattolica in Brasile suffraganea dell'arcidiocesi di Olinda e Recife. Nel 2021 contava 364.775 battezzati su 439.000 abitanti. È retta dal vescovo Antônio Carlos Cruz Santos, M.S.C.

## Territorio
La diocesi comprende 8 comuni dello stato brasiliano di Pernambuco: Petrolina, Afrânio, Dormentes, Granito, Lagoa Grande, Santa Cruz, Santa Filomena e Santa Maria da Boa Vista.
Sede vescovile è la città di Petrolina, dove si trova la cattedrale del Sacro Cuore di Gesù e Cristo Re (Sagrado Coração de Jesus e Cristo Rei).
Il territorio si estende su 16.260 km² ed è suddiviso in 24 parrocchie.

## Storia
La diocesi è stata eretta il 30 novembre 1923 con la bolla Dominicis gregis di papa Pio XI, ricavandone il territorio dalla diocesi di Pesqueira.
Il 15 febbraio 1964 ha ceduto una porzione del suo territorio a vantaggio dell'erezione della diocesi di Floresta.
Il 29 giugno 1992 è stato inaugurato il seminario diocesano, dedicato a san Giuseppe. La prima pietra del seminario era stata benedetta il 19 marzo 1988.
Il 16 giugno 2010 ha ceduto un'altra porzione di territorio a vantaggio dell'erezione della diocesi di Salgueiro.

## Cronotassi dei vescovi
Si omettono i periodi di sede vacante non superiori ai 2 anni o non storicamente accertati.
- Antônio Malan, S.D.B. † (3 gennaio 1924 - 28 ottobre 1931 deceduto)
- Idílio José Soares † (16 settembre 1932 - 12 giugno 1943 nominato vescovo di Santos)
  - Sede vacante (1943-1946)
- Avelar Brandão Vilela † (13 giugno 1946 - 5 novembre 1955 nominato arcivescovo di Teresina)
- Antônio de Aragão Campelo, S.D.B. † (18 dicembre 1956 - 6 febbraio 1975 dimesso)
- Gerardo de Andrade Ponte † (6 febbraio 1975 - 5 dicembre 1983 nominato vescovo di Patos)
- Paulo Cardoso da Silva, O.Carm. (30 novembre 1984 - 27 luglio 2011 ritirato)
- Manoel dos Reis de Farias (27 luglio 2011 - 12 luglio 2017 dimesso)
- Francisco Canindé Palhano (3 gennaio 2018 - 24 aprile 2024 ritirato)
- Antônio Carlos Cruz Santos, M.S.C., dal 24 aprile 2024

## Statistiche
La diocesi nel 2021 su una popolazione di 439.000 persone contava 364.775 battezzati, corrispondenti all'83,1% del totale.
| anno | popolazione | popolazione | popolazione | presbiteri | presbiteri | presbiteri | presbiteri                | diaconi | religiosi | religiosi | parrocchie |
| anno | battezzati  | totale      | %           | numero     | secolari   | regolari   | battezzati per presbitero | diaconi | uomini    | donne     | parrocchie |
| ---- | ----------- | ----------- | ----------- | ---------- | ---------- | ---------- | ------------------------- | ------- | --------- | --------- | ---------- |
| 1950 | 160.000     | 160.000     | 100,0       | 14         | 11         | 3          | 11.428                    |         |           | 19        | 13         |
| 1966 | 291.000     | ?           | ?           | 16         | 15         | 1          | 18.187                    |         |           | 56        | 12         |
| 1968 | 310.000     | 320.000     | 96,9        | 15         | 15         |            | 20.666                    |         |           | 27        | 8          |
| 1976 | 390.000     | 400.000     | 97,5        | 16         | 14         | 2          | 24.375                    |         | 2         | 48        | 14         |
| 1980 | 439.000     | 455.000     | 96,5        | 14         | 11         | 3          | 31.357                    |         | 6         | 53        | 11         |
| 1990 | 575.000     | 639.000     | 90,0        | 19         | 12         | 7          | 30.263                    |         | 10        | 53        | 17         |
| 1999 | 567.000     | 610.000     | 93,0        | 24         | 15         | 9          | 23.625                    |         | 9         | 36        | 19         |
| 2000 | 576.000     | 620.000     | 92,9        | 24         | 15         | 9          | 24.000                    |         | 9         | 36        | 19         |
| 2001 | 558.000     | 650.000     | 85,8        | 24         | 15         | 9          | 23.250                    |         | 9         | 33        | 19         |
| 2002 | 585.000     | 650.000     | 90,0        | 45         | 37         | 8          | 13.000                    |         | 8         | 35        | 20         |
| 2003 | 585.000     | 650.000     | 90,0        | 29         | 19         | 10         | 20.172                    |         | 10        | 35        | 20         |
| 2004 | 585.000     | 650.000     | 90,0        | 32         | 22         | 10         | 18.281                    |         | 10        | 35        | 21         |
| 2010 | 337.468     | 421.836     | 80,0        | 22         | ?          | ?          | 15.339                    |         | 3         | 49        | 16         |
| 2013 | 343.000     | 429.000     | 80,0        | 23         | 20         | 3          | 14.913                    |         | 3         | 35        | 22         |
| 2016 | 350.500     | 422.100     | 83,0        | 25         | 22         | 3          | 14.020                    |         | 3         | 25        | 23         |
| 2019 | 359.400     | 432.600     | 83,1        | 34         | 32         | 2          | 10.570                    |         | 3         | 26        | 28         |
| 2021 | 364.775     | 439.000     | 83,1        | 24         | 24         |            | 15.198                    |         | 4         | 31        | 24         |